# Gary McSwegan
Gary John McSwegan (født 24. september 1970 i Glasgow, Skotland) er en skotsk tidligere fodboldspiller (angriber).
På klubplan tilbragte McSwegan størstedelen af sin karriere i hjemlandet, hvor han blandt andet spillede for Rangers, Dundee United, Hearts og Kilmarnock. Han havde også ophold i England hos Notts County, Luton og Barnsley.
McSwegan spillede desuden to kampe og scorede ét mål for Skotlands landshold, to EM-kvalifikationskampe i oktober 1999 mod henholdsvis Bosnien og Litauen.